# Christoph Biermeier
Christoph Biermeier (* 17. Dezember 1963 in Passau) ist deutscher Theaterregisseur und Autor von Theaterstücken. Er war von Herbst 2003 bis 2016 Intendant der Freilichtspiele Schwäbisch Hall.

## Leben
Biermeier studierte in München Theaterwissenschaften, Philosophie und Neuere Deutsche Literatur. Anschließend war er Assistent an der Schauburg in München und den Städtischen Bühnen Freiburg.
Seit 1994 arbeitet er als freier Regisseur, unter anderem am Bayerischen Staatsschauspiel in München, dem Theater Lindenhof in Melchingen, dem Nationaltheater Mannheim, dem Staatstheater Braunschweig, dem Theater Osnabrück und den Städtischen Bühnen Freiburg. An der TU Berlin hatte er einen Lehrauftrag im Masterstudiengang Bühnenbild. 
Von Herbst 2003 bis Sommer 2016 war er Intendant der Freilichtspiele Schwäbisch Hall. Seither arbeitet er als freier Regisseur und Theaterautor. 
Im September 2018 erschien sein erstes Buch in Prosa, der Erzählband Beichtgeheimnisse.

## Theater (Regie)
- 2007: Stephen Sinclair/Anthony McCarten: Ladies Night (neues theater Halle/Saale)